# بول مولر
باول هرمان مولر (بالألمانية: Paul Hermann Müller) أو ـ كما كان يعرف تحبباً ـ باولي مولر ـ (12 يناير 1899 ـ 12 أكتوبر 1965) كيميائي سويسري، حصل على  جائزة نوبل في الطب لعام 1948 تقديراً لاكتشافه لخواص مبيد الدي دي تي واستخدامه في مكافحة الأمراض التي تنشرها النواقل كالملاريا والحمى الصفراء.
ولد مولر في مدينة أولتن التابعة لكانتون سولوتورن السويسري، ونشأ في قرية لينتسبورغ (بالألمانية: Lenzburg) التابعة لكانتون أرغاو. حصل على درجة الدكتوراه سنة 1925، ثم عمل في شركة غايجي للأدوية بمدينة بازل حيث أنجز اكتشافاته الشهيرة سنة 1939. وقد سجلت براءة اكتشافه لمبيد الدي دي تي في سويسرا سنة 1940، وفي الولايات المتحدة سنة 1943، وفي أستراليا سنة 1943.
توفي مولر في بازل سنة 1965.

## روابط خارجية
- بول مولر على موقع الموسوعة البريطانية (الإنجليزية)
- بول مولر على موقع مونزينجر (الألمانية)
- بول مولر على موقع ميوزك برينز (الإنجليزية)
- بول مولر على موقع إن إن دي بي (الإنجليزية)